# Tammer Bany
Tammer Bany Odeh (født 19. oktober 2003) er en dansk-palæstinensisk fodboldspiller, der siden 2025 har spillet som angriber for engelske West Bromwich Albion.

## Klubkarriere
I 2025 blev Bany solgt til West Bromwich Albion fra Randers FC. for et rekordbeløb på 30 mio. kr..